# Matlatzinca

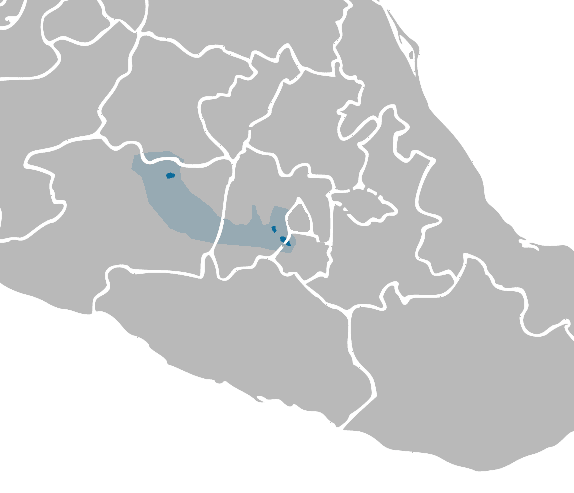
Territoris de parla Matlatzinca

El matlatzinca (també anomenat matlaltzinca i matlazinca) és el nom que se sol donar a dues llengües emparentades encara que inintel·ligibles parlades en la part sud de l'Estat de Mèxic pels Matlatzinques. La primera d'aquestes llengües pròpiament anomenada ocuilteca o tlahuica té uns 500 parlants que habiten principalment en la localitat de San Juan Atzingo i Santa Lucía del Progreso, mentre que l'altra llengua el matlatzinca pròpiament dit és parlat per unes 1.000 persones al voltant de la localitat de San Francisco Oztotilpan. Ambdues llengües pertanyen a la branca otopame de la família otomang. El nom autòcton de la llengua és pjiekak'joo, "la llengua que jo parlo".
En aquest article es descriu el matlatzinca de San Francisco Oztotilpan.

## Història
En temps prehispànics el domini d'aquestes llengües s'estenia per la vall de Toluca o vall del Matlatzinco, al nord confinava amb la regió mazahua d'Ixtlahuaca. A les poblacions com Tejupilco, Tonatico, Amatepec i Tlatlaya els matlazinques cohabitaven amb els chontals d'Oaxaca i mazateques, pel que aquesta regió va estar vinculada amb el nord de Guerrero on hi havia matlatzinques a Colula, Alahuixtlan, Tepecuacuilco i Tlacozahuitlan. També hi havia alguns matlatzinques a la Vall de Mèxic, majoritàriament nahua, en les capçaleres tepaneques d'Azcapotzalco i Tacuba i llocs com Coyoacán. A la vall de Morelos es localitzaven parlants de matlatzinca a la regió de Cuernavaca fins al segle xix. A l'oest el domini de les llengües matlatzinca s'estenia fins al regne purépecha de Tzintzuntzan en l'estat de Michoacán, de fet en les localitats Taximaroa, Zitácuaro, Tlalpujahua, Charo, Taymeo i Necotlan van existir enclavaments matlatzinca.
Actualment a causa del petit nombre de parlants, l'edat mitjana dels quals tendeix a augmentar, les llengües matlazinca (ocuiltec i matlazinca pròpiament) es consideren llengües amenaçades. Així i tot aquestes llengües gaudeixen de reconeixement oficial: en 2001 juntament amb altres 62 llengües, es va reconèixer el seu estatus legal de llengua nacional de Mèxic.

## Variants
El matlatzinca va tenir una gran extensió al segle xv. Es parlava des de l'orient de Michoacán, al Valle de Mèxic. Existeix certa confusió històrica amb els noms de les diverses variants que de vegades per referències confuses contingudes en Bernardino de Sahagún han estat considerades llengües diferents, però la millor evidència disponible mostra que les següents varietats són de fet formes de matlatzinca properament emparentades:
- El matlatzinca pròpiament dit parlat actualment en San Francisco Oztotilpan, i també durant la primera meitat del segle XX a Mexicaltzingo, que compta amb una mica més de mig miler de parlants.
- El tlahuica, atzinca (o ocuilteca) parlat a San Juan Atzingo, que a principis de segle XXI amb prou feines comptava amb una vintena de parlants.
- El pirinda, totalment extint en l'actualitat i que va ser parlat en l'orient de Michoacán. Una de les regions on es va conservar fins a més tard va ser la localitat de Charo (Michoacán), l'últim parlant fluent d'aquesta variant va morir en 1932.[4]

## Descripció lingüística

### Fonologia
L'inventari consonàntic d'aquesta llengua és força simple:
|             | Labial | Labial | Alveolar | Alveolar | Palatal | Palatal | Velar | Velar | Labio- velar | Labio- velar | Glotal | Glotal |
| ----------- | ------ | ------ | -------- | -------- | ------- | ------- | ----- | ----- | ------------ | ------------ | ------ | ------ |
| Oclusiva    | p      | b      | t        | t        |         |         | k     | k     | kʷ           | kʷ           | ʔ      | ʔ      |
| Africada    |        |        |          |          | ʦ       | ʦ       |       |       |              |              |        |        |
| Fricativa   |        |        | s        | s        | ʃ       | ʃ       |       |       |              |              | h      | h      |
| Aproximants |        |        | l, r     | l, r     | y       | y       |       |       | w            | w            |        |        |
| Nasal       | m      | m      | n        | n        |         |         |       |       |              |              |        |        |

En les transcripcions freqüentment es troba <x> per a /ʃ/ i < ' > per a /ʔ/.
Malgrat la simplicitat del sistema consonàntic, la llengua té grups consonàntics: consonant + glotal. El sistema vocàlic és relativament simple i està format per 7 unidats bàsiques, tres vocals altes, /i, i, u/, tres vocals mitjanes / e, ə, o/ i una vocal baixa/a/:
|         | Anterior | Central | Posterior |
| ------- | -------- | ------- | --------- |
| Tancada | i        | i       | u         |
| Mitjana | e        | ə       | o         |
| Oberta  |          | ɑ       |           |

### Gramàtica
El matlatzinca no té gènere gramatical en cap categoria. El nom distingeix entre formes de singular i plural, i en el verb i els pronoms es distingeix singular, dual i plural. Per exemple el paradigma nominal ve donat per:
|            | Singular | Dual      | Plural   |
| ---------- | -------- | --------- | -------- |
| 1a Persona | kakí     | kakwéwi   | kakhówi  |
| 2a Persona | kačʔí    | kahčʔewi  | kahčówi  |
| 3a Persona | retʔiwí  | retʔiwewí | retʔiwhə |

Aquest paradigma és similar a l'otomí quant al nombre de formes distingides, fins i tot el matlatzinca i l'otomí comparteixen la marca de dual -wi mentre la marca de plural -hə de la tercera persona és equivalent a la marca de l'otomí per a aquesta persona -hi. A més els pronoms de primera i segona comparteixen un prefix de definit que en matlatzinca és *ka- i en otomí és *nu- i la resta són terminacions similars.
El verb present es conjuga mitjançant prefixos personals que concorden amb el subjecte i sufixos personals que concorden amb el primer objecte. Les marques de subjecte varien d'acord no sols amb la persona, sinó queaquestes marques són sincrètiques amb el temps i mode gramatical, com es veu en els següents exemples:
(1a) Thepapá kučóri bebaáni
the-papá ku-čóri be-báani (1aSG-papà 3ªSG.PRES-estar a-casa)
'El meu pare està a la casa' (= 'El meu pare és a casa')
(1b) Thepapá šáwa mučóri bebaáni
the-papá šáwa mu-čóri be-báani (1aSG-papà NEG 3aSG.NEG-estar a-casa)
'El meu pare no està a la casa' (= 'El meu pare no és a casa')
(1c) Thepapá mekučóri bebaáni
the-papá me-ku-čóri be-báani (1aSG-papà HAB-3aSG.PRES-estar a-casa)
'El meu pare sempre està dins la casa' (= 'el meu pare habitualment és a casa')